# Емметт Топпіно
Мартін Емметт Топпіно (англ. Martin Emmett Toppino; нар. 1 липня 1909 — пом. 8 вересня 1971) — американський легкоатлет, який спеціалізувався в бігу на короткі дистанції.

## Із життєпису
Олімпійський чемпіон в естафеті 4×100 метрів (1932).
Ексрекордсмен світу в естафеті 4×100 метрів.
Чемпіон США у приміщенні з бігу на 60 метрів (1932).

## Основні міжнародні виступи
| Рік  | Змагання         | Місто        | Місце | Дисципліна |
| ---- | ---------------- | ------------ | ----- | ---------- |
| 1932 | Олімпійські ігри | Лос-Анджелес | 1     | 4×100 м    |